# Эгаш Мониш, Антониу
Анто́ниу Каэта́ну де Абре́у Фре́йре Э́гаш Мони́ш (порт. António Caetano de Abreu Freire Egas Moniz; 'ɛgɐʃ mu'niʃ; 29 ноября 1874, Аванка — 13 декабря 1955, Лиссабон) — португальский психиатр и нейрохирург, лауреат Нобелевской премии по физиологии и медицине в 1949 году «за открытие терапевтического воздействия лейкотомии при некоторых психических заболеваниях». Разделил премию с Вальтером Гессом, награждённым «за открытие функциональной организации промежуточного мозга как координатора активности внутренних органов».

## Биография
Антониу Эгаш Мониш родился в городе Аванка, в муниципалитете Эштаррежа. Изучал медицину в Коимбрском университете, затем стажировался в неврологии в Бордо и Париже. В 1902 году он стал профессором на кафедре неврологии, но в 1904 году покинул этот пост ради политической карьеры. Он создал Республиканскую партию центристов (порт. Partido Republicano Centrista) и представлял её в португальском парламенте с 1905 по 1917 год. Позже он был послом Португалии в Мадриде (1917) и министром иностранных дел (1918). Между тем он продолжал заниматься врачебной практикой и изучать физиологию и анатомию, и в 1911 году он стал профессором неврологии в недавно созданном Лиссабонском университете.
В 1920 году он отказался от политики и вернулся в медицину. В 1927 году Мониш разработал церебральную ангиографию — метод рентгенологического исследования сосудов головного мозга; она в различных формах остаётся одним из основных инструментов как в диагностике, так и в планировании операций на головном мозге.
За разработку метода он номинирован дважды на Нобелевскую премию. Он также внёс вклад во внедрение торотраста; он проводил много лекций и написал много статей по этому вопросу. Он считается пионером в этой области.
В 1936 году он опубликовал свой первый доклад о выполнении префронтальной лоботомии на больном человеке, а затем разработал метод проведения процедуры лоботомии.
В 1939 году в Мониша стрелял пациент с шизофренией и нанес ему тяжелые ранения.

## Награды
| Страна     | Дата           | Награда                                                      | Награда                                                      | Литеры |
| ---------- | -------------- | ------------------------------------------------------------ | ------------------------------------------------------------ | ------ |
| Португалия | 5 октября 1928 | Кавалер Большого креста ордена Благотворительности           | Кавалер Большого креста ордена Благотворительности           | GCB    |
| Португалия | 3 марта 1945   | Кавалер Большого креста Военного ордена Святого Якова и Меча | Кавалер Большого креста Военного ордена Святого Якова и Меча | GCSE   |